# Бассейны Ньютона
Бассе́йны Нью́тона, фракталы Ньютона — разновидность алгебраических фракталов.
Области с фрактальными границами появляются при приближенном нахождении корней нелинейного уравнения алгоритмом Ньютона на комплексной плоскости (для функции действительной переменной метод Ньютона часто называют методом касательных, который, в данном случае, обобщается для комплексной плоскости).
Применим метод Ньютона для нахождения нуля функции комплексного переменного, используя процедуру:
{\displaystyle z_{n+1}=z_{n}-{\frac {f(z_{n})}{f'(z_{n})}}.}
Выбор начального приближения {\displaystyle z_{0}} представляет особый интерес. Так как функция может иметь несколько нулей, в различных случаях метод может сходиться к различным значениям. Однако, какие именно области обеспечат сходимость к тому или иному корню?

## История
Этот вопрос заинтересовал Артура Кэли ещё в 1879 году, однако разрешить его смогли лишь в 70-х годах двадцатого столетия с появлением вычислительной техники. Оказалось, что на пересечениях этих областей (их принято называть областями притяжения) образуются так называемые фракталы — бесконечные самоподобные геометрические фигуры.
Ввиду того, что Ньютон применял свой метод исключительно к полиномам, фракталы, образованные в результате такого применения, обрели название фракталов Ньютона или бассейнов Ньютона.

## Три корня
Рассмотрим уравнение:
{\displaystyle p(z)=0}, {\displaystyle p(z)=z^{3}-1}
Оно имеет три корня. При выборе различных {\displaystyle z_{0}} процесс будет сходиться к различным корням (областям притяжения). Артур Кэли поставил задачу описания этих областей, границы которых, как оказалось, имеют фрактальную структуру.

## Построение
По следующей формуле:
{\displaystyle z_{i+1}=z_{i}-{\frac {p(z_{i})}{p'(z_{i})}}=z_{i}-{\frac {z_{i}^{3}-1}{3\,z_{i}^{2}}}}

## Масштабирование
Если переместить центр экрана в точку {\displaystyle z_{0}}и произвести масштабирование ({\displaystyle z=z_{0}+{\cfrac {Z}{\alpha }}}), то вместо подстановки {\displaystyle z} в многочлен {\displaystyle P(z)}, можно изменить сам многочлен. Так как {\displaystyle z_{n+1}=F(z_{n})=>(z_{0}+{\cfrac {Z_{n+1}}{\alpha }})=F(z_{0}+{\cfrac {Z_{n}}{\alpha }})}, а {\displaystyle F(z)=z-{\cfrac {p(z)}{p'(z)}}=>F(z_{0}+{\cfrac {Z_{n}}{\alpha }})=z_{0}+{\cfrac {Z_{n}}{\alpha }}-{\cfrac {p(z(Z))}{p'_{z}(z(Z))}}}, то {\displaystyle Z_{n+1}=Z_{n}+\alpha \cdot {\cfrac {p(z(Z_{n})}{p'_{z}(z(Z_{n})}}}. Так как {\displaystyle p'_{Z}(z(Z))=p'_{z}(z(Z))\cdot z'_{Z}(Z)={\cfrac {p'_{z}(z(Z))}{\alpha }}}, то {\displaystyle p'_{z}(z(Z))=\alpha \cdot p'_{Z}(z(Z))}. 
Тогда 
{\displaystyle Z_{n+1}=Z_{n}+{\cfrac {p(z(Z_{n}))}{p'_{Z}(z(Z_{n}))}}}, считая новый многочлен {\displaystyle P(Z)=p(z(Z))}, получаем {\displaystyle Z_{n+1}=Z_{n}+{\cfrac {P(Z_{n})}{P'(Z_{n})}}}